# (29093) 1981 EQ10
A (29093) 1981 EQ10 a Naprendszer kisbolygóövében található aszteroida. Schelte J. Bus fedezte fel 1981. március 1-jén.